# Eurocon 2011
Eurocon 2011, acronim pentru Convenția europeană de science fiction din 2011, va avea loc la Stockholm în  Suedia, pentru prima oară în această țară.